# 노부나가의 야망 for 원더스완
《노부나가의 야망 for 원더스완》(일본어: 信長の野望 for ワンダースワン)은 1999년 3월 11일에 발매된, 코에이의 원더스완용 게임 소프트로, 원더스완 본체보다 1주 늦게 발매되었다.

## 개요
센고쿠 시대를 배경으로, 많은 다이묘들 중에서 1명을 선택해, 천하통일을 목표로 하는 시뮬레이션 게임이다.
《노부나가의 야망 전국군웅전》과는, 일본 전국이 포함되어 있지 않고, 배하 무장이 있는 등의 점은 공통되는 것이다. 다만 등록 무장은 약 100명 정도이다. 독자적인 요소로서는 《전국군웅전》에는 없었던 가보가 있다는 점이다. 대전용 케이블로 가보를 교환하는 것도 가능하다.
능력치는 지력, 무력, 매력, 야망, 운, 의리가 있고, 《천상기》 이후에서 등장하는 병과 적성이 S와 A~E로 설정되어 있다. 다만 수군의 적석은 설정되지 않았다.